# Marin Ramos
Marin Ramos (* 14. Januar 1988) ist ein ehemaliger mexikanischer Eishockeyspieler, der 2011 mit den Teotihuacan Priests die erste Spielzeit der Liga Mexicana Élite gewann.

## Karriere
Marin Ramos begann seine Karriere als Eishockeyspieler bei Galerias Reforma. Als 2010 die semi-professionelle Liga Mexicana Élite gegründet wurde, wechselte er zu den Teotihuacan Priests, einem der vier Gründungsclubs der Liga, mit dem er auf Anhieb mexikanischer Meister wurde. Anschließend beendete er seine Karriere.

### International
Im Junioren-Bereich spielte Ramos mit der mexikanischen U18-Auswahl bei den Weltmeisterschaften der Division III 2003 und 2004 sowie der Division II 2005 und 2006. Mit der U20-Auswahl nahm er an den Weltmeisterschaften der Division III 2004 und 2005 teil.
Mit der Herren-Nationalmannschaft nahm Ramos an den Weltmeisterschaften der Division II 2006, 2007 und 2009 teil. Zudem stand er bei der Olympiaqualifikation für die Spiele in Vancouver 2010, bei der die mexikanische Mannschaft aber bereits in der Vorqualifikation ausschied, auf dem Eis.

## Erfolge und Auszeichnungen
- 2004 Aufstieg in die Division II bei der U18-Weltmeisterschaft der Division III
- 2005 Aufstieg in die Division II bei der U20-Weltmeisterschaft der Division III
- 2011 Mexikanischer Meister mit den Teotihuacan Priests